# Jean-Claude Biver

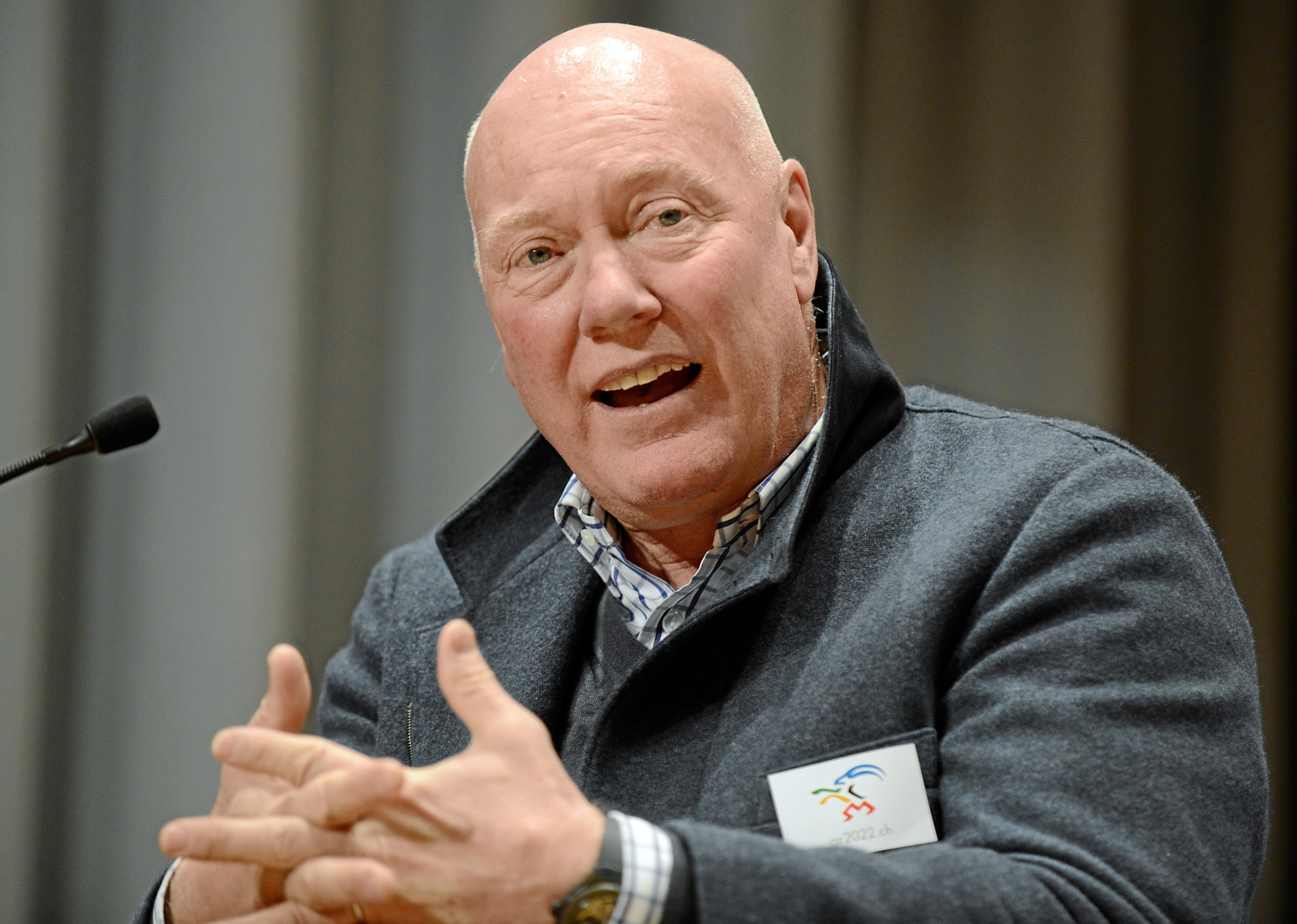
Jean-Claude Biver am WEF 2013

Jean-Claude Biver (* 20. September 1949 in Luxemburg) ist ein Schweizer Unternehmer und Manager luxemburgischer Herkunft. Er ist ehemaliger Chief Executive Officer (CEO) und seit 2004 Mitglied des Verwaltungsrats, seit 2012 Präsident der Schweizer Uhrenfirma Hublot, die zum französischen Luxusgüterkonzern LVMH gehört. Seit 1. März 2014 ist er zusätzlich Leiter des Uhrengeschäfts von LVMH, verantwortlich für die Uhrenmarken TAG Heuer und Zenith.
Vor seiner Tätigkeit für Hublot betreute er die Uhrenmarken Blancpain und Omega SA, die heute beide im Besitz der Swatch Group sind.

## Leben und Wirken

### Herkunft und Ausbildung
Biver wurde in Luxemburg geboren. Im Alter von zehn Jahren zog er mit seiner Familie in die Schweiz, wo er die Schule in Saint-Prex besuchte. Er studierte am Collège de Morges und schloss sein Studium der Betriebswirtschaft an der HEC Lausanne ab. Im Vallée de Joux lernte er die Uhrmacherkunst, sowie Jacques Piguet, den Leiter der Uhrwerk-Manufaktur Frédéric Piguet SA kennen. Jacques’ Vater machte Biver mit Georges Golay bekannt, dem Verwaltungsratspräsidenten und CEO von Audemars Piguet (AP). Biver absolvierte bei Audemars Piguet eine einjährige Ausbildung. Im Anschluss leitete er den Vertrieb und das Marketing in Europa. Nach einem Jahr verließ er das Unternehmen und wechselte als Produktmanager zu Omega. Nach einem Jahr verliess er Omega, um zur Manufacture d’horlogerie im Vallée de Joux zurückzukehren.

### Laufbahn in der Uhrenindustrie

#### Blancpain
Nach seiner Rückkehr ins Vallée de Joux im Jahr 1981 erwarb Biver 1982 gemeinsam mit Jacques Piguet die Rechte an der Marke Blancpain, die seit 1956 inaktiv gewesen war. Biver und Piguet gelang der Wiederaufbau der Marke, Blancpain erreichte danach einen Umsatz von 50 Millionen Schweizer Franken. 1992 verkaufte Biver die Marke für 60 Millionen Franken an die SSIH Group (heute Swatch Group). Der ursprüngliche Kaufpreis hatte 22'000 Franken betragen. Biver trat in das Managementteam von Nicolas Hayek ein und blieb bis 2003 CEO von Blancpain.

#### Omega
Nach dem Verkauf von Blancpain trat Biver in die Konzernleitung der Swatch Group ein und wurde mit der Aufgabe betraut, die Swatch-Marke Omega zu erneuern. Biver übte hauptsächlich in den Bereichen Produkt und Marketing Einfluss aus und nutzte Mittel wie Produktplatzierung (besonders auch in James-Bond-Filmen) und Unterstützung durch Prominente (so etwa Testimonials von Cindy Crawford, Michael Schumacher und Pierce Brosnan). Biver verliess Omega 2003. In seiner zehnjährigen Tätigkeit hatten sich die Umsätze des Unternehmens nahezu verdreifacht.

#### Hublot
2004 wurde er CEO und Mitglied des Verwaltungsrats des kleinen, profilierten Unternehmens Hublot, das 1980 eine neuartige Uhr aus Gold und Kautschuk auf den Markt gebracht hatte. Innerhalb eines Jahres, auf der Baselworld 2005, wurde eine neuartige Uhr namens Big Bang vorgestellt, die zahlreiche Auszeichnungen gewann. Ab diesem Zeitpunkt verzeichnete Hublot ein rasantes Wachstum, der Umsatz wurde binnen vier Jahren von 25 Millionen auf mehr als 200 Millionen Franken im Jahr 2008 gesteigert; in diesem Jahr wurde die Marke an den Luxusgüterkonzern LVMH verkauft. Im November 2009 wurde die neue, moderne Manufaktur in Nyon, eingeweiht. Auf 6000 m² wird hier das Uhrwerk UNICO gefertigt. Um mit seinem Wachstum Schritt zu halten, hat das Unternehmen bereits 2015 – nur 6 Jahre nach der Eröffnung seiner Manufaktur im Jahr 2009 – sein zweites Gebäude eingeweiht und damit seine Produktionsfläche in Nyon verdoppelt.
2006 startete Jean-Claude Biver mit Hublot TV den ersten von einer Luxusmarke gegründeten TV-Kanal im Internet. Hublot TV wird in einem eigenen Studio produziert und kommt auf mehr als 100 Sendungen pro Jahr.
Unter Biver war Hublot die erste Luxusmarke, die Partnerschaften im Bereich des Fussballs einging. Im Jahr 2008 wurde Hublot Official Timekeeper von Manchester United und der Fussball-Europameisterschaft 2008. Im Jahr 2010 wurde der Uhrenhersteller der erste Official Timekeeper der FIFA und der nächsten beiden Fussballweltmeisterschaften, unmittelbar nachdem er als Official Watch der Formel 1 vorgestellt worden war. Darüber hinaus engagiert sich die Marke im Segelsport –  beim Yacht-Club von Monaco, dem Real Club Nautico de Palma, der Copa del Rey und beim America’s Cup. Ausserdem ist die Marke Sponsor bei wichtigen Wettkämpfen im Golf, Polo und Skisport.

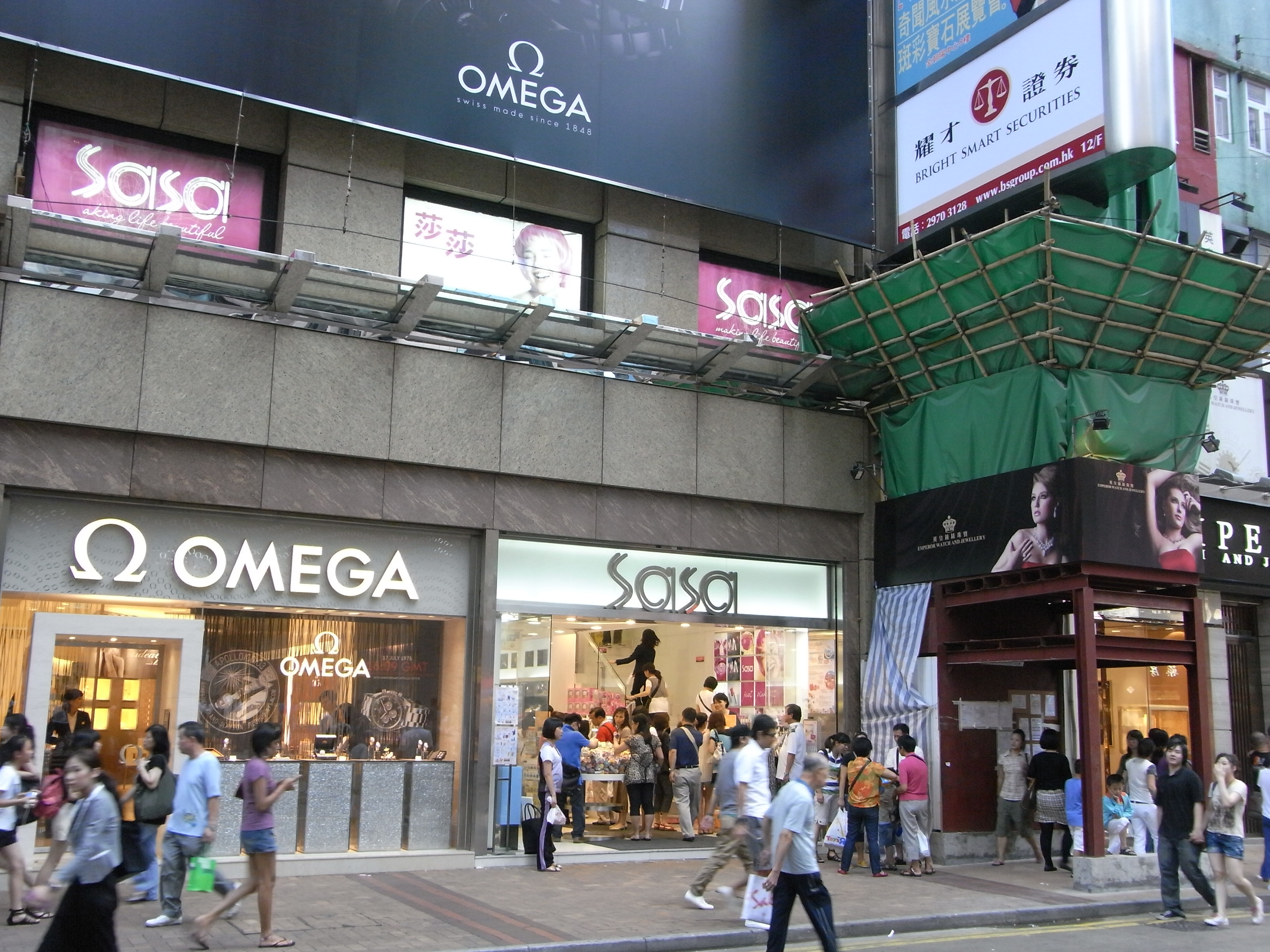
Omega-Shop in Hongkong

Unter Jean-Claude Bivers Federführung wurde das Netzwerk der Hublot-Partnerhändler sehr schnell ausgebaut, mittlerweile vertreiben 700 Verkaufsstellen die Produkte, mehr als 70 exklusive Hublot-Boutiquen wurden eröffnet.
Auf den 1. Januar 2012 übergab er die Firmenleitung an Ricardo Guadalupe, Biver übernahm das Amt des Präsidenten des Verwaltungsrats.

#### TAG Heuer und Zenith
Seit 1. März 2014 ist er zusätzlich Leiter des Uhrengeschäfts von LVMH, verantwortlich für die Uhrenmarken TAG Heuer und Zenith.

## Soziales Engagement
Bei der Fussball-Europameisterschaft 2008 stellte Biver die Werbeflächen von Hublot der Anti-Rassismus-Kampagne Unite Against Racism zur Verfügung. 2010 gingen 2 Prozent des Umsatzes von Hublot an Wohlfahrtsorganisationen und wohltätige Zwecke (Instituto Ayrton Senna, African Wildlife Foundation, Smiling Children, Manchester United Foundation, United for UNICEF, Turtle Ridge Foundation, Usain Bolt Foundation, ICM Institute, Raissa Gorbatcheva Foundation, Make-A-Wish-Foundation, Only Watch).

## Auszeichnungen
- 2007: In einer Umfrage der Zeitschrift Business Montres unter Uhrenjournalisten wurde Biver zum Besten Uhrenmanager und Besten Kommunikator gewählt
- 2008: CEO des Jahres bei Premier Watches, Jewellery and Pens Awards in Bahrain
- 2008: Manager des Jahres, Schweizer Magazin PME
- 2009: Wahl zum Mann des Jahres von der italienischen Zeitschrift Orologi da Polso, den französischen Magazinen Revue des montres und Business Montres sowie der Schweizer Zeitschrift GMT.
- 2010: Walpole Award for Excellence
- 2010: Entrepreneurship Gaia Award
- 2010: Jury Special Award bei den Luxury and Creation Talents Awards
- 2011: Caesar Award, Bukarest,  für sein «Gesamtwerk und seine Leistungen als visionärer Geschäftsmann und Marketing-Genie».
- 2015: Komtur des Verdienstordens des Großherzogtums Luxemburg

## Sonstiges
Jean-Claude Biver produziert auf seinem Bauernhof in den Schweizer Alpen jährlich rund fünf Tonnen Käse, den er an Freunde, seine Familie und bestimmte Restaurants seiner Wahl kostenlos abgibt.
Biver ist in zweiter Ehe verheiratet und hat fünf Kinder. 2011 nahm der gebürtige Luxemburger die schweizerische Staatsbürgerschaft an. Er wohnt in La Tour-de-Peilz, wo er auch heimatberechtigt ist. Sein Vermögen wurde 2016 vom Schweizer Wirtschaftsmagazin Bilanz auf 175 Millionen Franken geschätzt. Sein Bruder Marc Biver ist Manager im Sportbereich.

## Werke
- Du kannst alles, wenn du nur willst. Orell Füssli, Zürich 2017, ISBN 978-3-280-05609-7.